# Rapides du Dniepr
Les Rapides du Dniepr (en ukrainien : Дніпрові пороги, Dniprovi porohy) désigne la zone de rapides sur le Dniepr qui commençait au sud de Dnipro et se terminait au nord de Zaporijjia.
Ces rapides sont à l'origine du nom de la région Zaporoguie qui a pour signification littérale de « [territoire d'] au-delà des rapides » (de l'ukrainien, za « au-delà » et porogui « rapides »). Les Cosaques vivant dans cette région étaient appelés Cosaques zaporogues.
Après la construction de la centrale hydroélectrique de Zaporijia entre 1927 et 1932, cette zone est inondée et devient le réservoir du Dniepr.